# Kool Savas

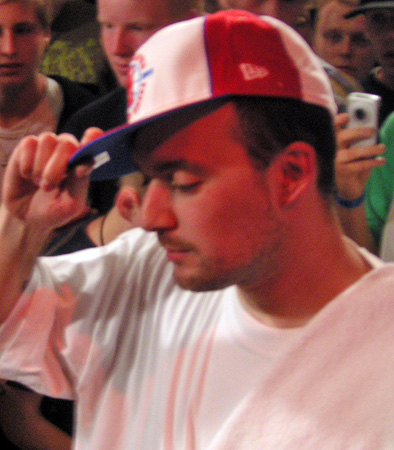
Kool Savas

Kool Savas (ook wel bekend als King Kool Savas (KKS), Juks of Jux (Aken, 10 februari 1975.) is een Duitse rapper van Turkse afkomst. Zijn naam in het echte leven is Savaş Yurderi.

## Persoonlijk leven
Als eenjarig kind was Savaş met zijn ouders terug naar Turkije gegaan. Zijn vader werd toen gearresteerd voor politieke activiteiten, en zijn moeder was gedwongen terug te gaan naar Aken. In 1987 kwam zijn familie samen en verhuisde ze naar Berlijn, waar hij voor het eerst contact maakte met rap. In 1997 speelde hij in de film Geschwister – Kardesler als Ahmed.
- Bibsys: 12047679
- Gemeinsame Normdatei: 135293715
- International Standard Name Identifier: 0000 0000 7881 0071
- Library of Congress Control Number: no2005105090
- MusicBrainz: 2e0d05e0-d147-46e6-be51-8ffed2a9e0da
- Système universitaire de documentation: 204198178
- Virtual International Authority File: 68673006
- WorldCat: E39PBJbRgbyPBmpc9q39QfjXBP